# Schořov
Schořov település Csehországban, a Kutná Hora-i járásban. Schořov Žáky, Adamov, Tupadly és Zbýšov településekkel határos. Lakosainak száma 85 fő (2024. január 1.).

## Népesség
A település lakosságának változását az alábbi diagram mutatja:
| Lakosok száma | 309  | 260  | 230  | 157  | 102  | 67   | 79   | 80   | 85   | 85   |
|               | 1869 | 1900 | 1921 | 1961 | 1980 | 2011 | 2016 | 2019 | 2021 | 2024 |